# اسپیریتو سانتو
اسپیریتو سانتو (لهجهٔ پرتغالی:isˈpiɾitu ˈsɐ̃tu) یکی از ایالتهای جنوب شرقی برزیل است.
مرکز این ایالت شهر ویتوریا و بزرگترین شهر آن ویلا ولها است.
نشان اختصاری این ایالت (ES) میباشد.

## جغرافیا
این ایالت ۴۶،۱۸۴ کیلومتر مربع مساحت دارد.
در سال ۲۰۰۶ جمعیت آن ۳،۰۹۷،۲۳۲ نفر تخمین زده شده است.

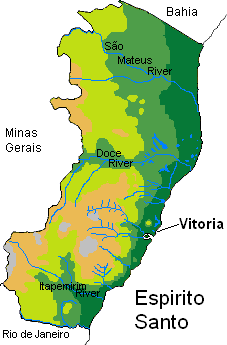
نقشه جغرافیایی.